# Сибирский, Константин Сергеевич
Константи́н Серге́евич Сиби́рский (8 января 1928, Кишинёв, Румыния — 14 февраля 1990, там же) — молдавский советский математик, специалист в области дифференциальных уравнений. Доктор физико-математических наук (1970), профессор (1971), член-корреспондент (1972) и академик (1981) Академии наук Молдавской ССР, лауреат государственной премии МССР (1979).

## Биография
Константин Сибирский родился в Кишинёве в семье Сергея Константиновича и Натальи Михайловны Сибирских. Дед будущего математика — Михаил Васильевич Смирнов — был ректором Кишинёвского духовного училища. Учился в городской румынской гимназии «Алеку Руссо», где увлёкся математикой. В 1945 году поступил в Кишинёвский государственный педагогический институт имени И. Крянгэ, через год перевёлся в Кишинёвский университет, после окончания которого в 1950 году был направлен в училище виноделия и виноградарства.
В 1952 году поступил в аспирантуру при университете, в 1955 году в Казанском университете защитил кандидатскую диссертацию «К проблеме центра» и был оставлен старшим преподавателем кафедры математического анализа Кишинёвского университета.
21 октября 1960 года состоялось первое заседание кишиневского семинара по качественной теории дифференциальных уравнений (КТДУ), который организовал и руководил Сибирский. За первые 25 лет работы семинара его участники опубликовали 400 (всего более 1000) научных статей, защитили 3 докторских и 27 кандидатских диссертаций (19 - непосредственно под руководством К.С. Сибирского). Опубликовано 9 монографий, две из которых переведены в Голландии на английский язык. Дважды, в 1969 и в 1979 годах, в Кишиневе проходили всесоюзные конференции по КТДУ. Два участника семинара - Сибирский и Щербаков - являются лауреатами госпремии МССР в области науки и техники, а молодые ученые - Н.И.Вулпе и Э.Ф.Кирницкая (Гасинская) - лауреаты премии комсомола Молдавии имени Бориса Главана. В июне 1998 года, на расширенном заседании семинара была учреждена (по инициативе племянника академика К.С. Сибирского, предпринимателя из США Val Sibirsky) ежегодная премия в области математики имени академика Сибирского, а 25 марта 1999 года зарегистрирован в министерстве юстиции Молдовы под номером 0913 Устав общественной организации «Академик Константин Сибирский». Почти 10 лет полное финансирование премии осуществлял сам Val Sibirsky.
С 1961 года работал в Академии наук Молдавской ССР. Выступил с научным докладом на IV Всесоюзном математическом съезде в Ленинграде (1961). К.С. Сибирский был избран членом Московского математического общества и являлся членом редколлегии Всесоюзного журнала "Дифференциальные уравнения". Принимал участие в международном конгрессе математиков в Москве (16—26 августа 1966 г), Втором конгрессе болгарских математиков в Варне (1967). В 1968 году публикует первую монографию - Метод инвариантов в КТДУ. РИО АН МССР, 184 с. В 1970 году была опубликована вторая монография Константина Сергеевича Сибирского - Введение в топологическую динамику. РИО АН МССР,  144 с. После докторантуры в МГУ у профессора В.В. Немыцкого, в 1970 году в минском Институте математики Белорусской ССР защитил докторскую диссертацию по теме «Метод инвариантов в КТДУ». Принимает участие в международных конференциях по нелинейным колебаниям в Киеве (1969) и Берлине (1975), в работе международных конгрессов математиков во Франции (XVI, Ницца, 1970), Канаде (XVII, Ванкувер, 1974), Польше (XIX, Варшава, 1983), США (XX, Беркли, 57 делегатов от СССР, 1986).
В 1971 году решением ВАК СССР утверждается в ученом звании профессора по специальности «дифференциальные и интегральные уравнения». Преподаватель К. С. Сибирский вел спецкурсы «Динамические системы» (по своей книге «Введение в Топологическую Динамику») и «Теория устойчивости по Ляпунову» для студентов 3 курса, годовой курс «Уравнений математической физики» - для 4 курса и спецкурс по «Теории инвариантов и ее приложениям в качественной теории дифференциальных уравнений (КТДУ)» - для 5 курса. В 1972 году избирается член-корреспондентом АН МССР.
В 1976 году в издательстве Штиинца выходит книга - Алгебраические инварианты дифференциальных уравнений и матриц, объемом 268 страниц. Затем там же - Введение в алгебраическую теорию инвариантов дифференциальных уравнений, объемом 178 страниц, дважды переведенная на английский язык. Последняя монография - 1987 год, совместно с Шубэ А.С. - Полудинамические системы (топологическая теория), 270 стр.
Среди учеников К. С. Сибирского — И. У. Бронштейн, Н.И.Вулпе, М.Н.Попа, Б.А.Щербаков.
В 1981 году избирается  академиком  АН МССР, а в 1985 - членом президиума  АН МССР. Весной 1983 года К. С. Сибирского пригласили на месяц в Алжирский университет для чтения аспирантам и преподавателям двух циклов лекций по абстрактным динамическим системам и по теории инвариантов и их приложениям в КТДУ с синхронным переводом на французский язык. Каково же было удивление организаторов, когда К. С. Сибирский от услуг переводчиков отказался.
В опубликованных работах K.С. Сибирского изучены алгебраические инварианты автономной системы дифференциальных уравнений с аналитическими правыми частями при различных группах линейных преобразований фазового пространства. Эти инварианты применены в вопросах существования периодических решений и их устойчивости при изменении коэффициентов системы. Получены общие условия наличия особой точки типа центр, при которых интегральные кривые имеют ось симметрии, найдены явные выражения необходимых и достаточных условий центра, и условий изохронности для систем с однородными нелинейностями второй и третьей степени.
В случае однородных нелинейностей третьей степени им же установлено, что максимальное число предельных циклов, рождающихся из простой особой точки второй группы при изменении коэффициентов системы, равно пяти, и получены аффинно-инвариантные условия рождения пяти предельных циклов. Для квадратичных дифференциальных систем второго порядка полностью решен вопрос об аффинной классификации, а при отсутствии линейных членов получены также аффинно-инвариантные условия их топологической классификации.
При изучении алгебраических инвариантов матриц им установлены общие свойства аффинных, унитарных и ортогональных алгебраических инвариантов любой системы квадратных матриц (произвольного порядка), а для матриц второго и третьего порядков построены минимальные полиномиальные и функциональные базисы этих инвариантов. В частности, полностью решена проблема построения всех минимальных полиномиальных базисов аффинных инвариантов любой системы матриц третьего порядка.
В области топологической теории динамических систем К.С. Сибирским разработаны вопросы равномерной аппроксимации множеств. Им полностью решён вопрос о том, какие подмножества динамически предельных множеств равномерно аппроксимируются соответствующей полутраекторией, и найдены условия периодичности, и почти периодичности движений в динамически предельных множествах. Ряд работ посвящен различным обобщениям теории динамических систем. Рассмотрены частично упорядоченные динамические системы, дана полная классификация устойчивых по Пуассону движений для дисперсных динамических систем, изучены разрывные дисперсные системы с толчками на заданном множестве фазового пространства. Эти результаты находят применение в вопросах механики сплошной среды, теории колебаний, физики атмосферы.
Академик Сибирский вел большую общественную работу, являлся членом бюро Отделения физико-технических и математических наук АН МССР, руководителем методологического семинара "Философские проблемы математики", членом секции РИСО АН МССР, научным консультантом Молдавской советской энциклопедии. К.С. Сибирский избирался членом президиума Республиканского комитета профсоюза работников просвещения, высшей школы и научных учреждений, членом секции физико-математических наук Комитета по Государственным премиям Молдавской ССР в области науки и техники, членом Совета по координации научно-исследовательских работ в МССР.
3а заслуги в развитии науки и подготовке научных кадров К.С. Сибирский награжден юбилейной медалью "За доблестный труд в ознаменование 100-летия со дня рождения В. И. Ленина" (1970) и орденом "Знак Почета" (1971).

## Семья
Жена (с 1951 года) — Анна (Аурика) Васильевна Волошук, преподаватель биологии средней школы № 11 Кишинёва. Дочь Тамара (1952—2009), сын Виктор (род. 1953).

## Монографии
- Introduction to Topological Dynamics. Лейден: Noordhoff International Publishing, 1975.
- Алгебраические инварианты дифференциальных уравнений и матриц. Кишинёв: Штиинца, 1976.
- Введение в алгебраическую теорию инвариантов дифференциальных уравнений. Кишинёв: Штиинца, 1982.
- Introduction to the Algebraic Theory of Invariants of Differential Equations. Manchester University Press, 1989 и John Wiley & Sons, 1992.